# Buenavista, General Heliodoro Castillo
Buenavista är en ort i Mexiko.   Den ligger i kommunen General Heliodoro Castillo och delstaten Guerrero, i den södra delen av landet, 190 km sydväst om huvudstaden Mexico City. Buenavista ligger 1 157 meter över havet och antalet invånare är 189.
Terrängen runt Buenavista är lite bergig. Runt Buenavista är det glesbefolkat, med 12 invånare per kvadratkilometer. Närmaste större samhälle är Huautla, 16,7 km söder om Buenavista. I omgivningarna runt Buenavista växer huvudsakligen savannskog.